# Liste der Nummer-eins-Alben in den deutschen Compilationcharts
In der Liste der Nummer-eins-Alben in den deutschen Compilationcharts werden alle Sampler aufgelistet, die in der jeweiligen Woche die Chartspitze der Offiziellen Deutschen Compilationcharts erreicht haben.

## Datenbasis und Hinweise zur Interpretation der aufgeführten Statistiken
Die deutschen Compilationcharts werden im Auftrag des Bundesverband Musikindustrie vom deutschen Marktforschungsunternehmen GfK Entertainment ermittelt. Sie erfassen Verkäufe von Tonträgern, Downloads und Musikstreamings. Kompilationen und Sampler platzieren sich eigens in den deutschen Compilationcharts, eine parallele Platzierung in den Albumcharts und in der Compilationcharts ist ausgeschlossen.
Die hier dargestellten Auswertungen der deutschen Compilationcharts beschreiben lediglich Samplerreihen, die sich besonders häufig oder besonders lange an der Spitze der Chartauswertung aufhielten. Daraus können jedoch keine Verkaufszahlen oder weitere kommerzielle Erfolge abgeleitet werden.

## Liste der Nummer-eins-Alben nach Jahr
Die nachfolgenden Listen beinhalten alle erfolgreichsten Sampler der offiziellen deutschen Compilationcharts seit dem 13. Januar 1992 mit den Informationen zu den Interpreten, dem Albumtitel, den Datumsangaben und der Verweildauer.
| 1992 | 1993 |
| --- | --- |
| - KuschelRock – KuschelRock 5 - 3 Wochen (13. Januar – 2. Februar) - The Levi’s 501 Hits – The Levi’s 501 Hits - 1 Woche (3. Februar – 9. Februar, insgesamt 4 Wochen) - Get It – Get It – Die Besten Songs aus der RTL Plus-Werbung Vol. 3 - 1 Woche (10. Februar – 16. Februar) - The Levi’s 501 Hits – The Levi’s 501 Hits - 3 Wochen (17. Februar – 8. März, insgesamt 4 Wochen) - Neue Hits – Neue Hits 92 – Die Internationale - 3 Wochen (9. März – 29. März) - Formel 1 – Formel 1 – Sweet Hits! - 6 Wochen (30. März – 10. Mai) - Ronny’s Pop Show – Ronny’s Pop Show (1992/1) – Olé Barcelona ’92 – 36 (s)tierische Hits - 5 Wochen (11. Mai – 14. Juni) - Get It – Get It – Die Besten Songs aus der RTL Plus-Werbung Vol. 4 - 1 Woche (15. Juni – 21. Juni) - Super 30 – Super 30 - 8 Wochen (22. Juni – 16. August, insgesamt 9 Wochen) - Formel 1 – Formel 1 – Jump Hits! - 1 Woche (17. August – 23. August) - Super 30 – Super 30 - 1 Woche (24. August – 30. August, insgesamt 9 Wochen) - Larry Präsentiert – Larry – Sommer Smash-Hits 92 - 2 Wochen (31. August – 13. September) - Let’s Have a Party – Let’s Have a Party (1992) - 4 Wochen (14. September – 11. Oktober) - KuschelRock – KuschelRock 6 - 19 Wochen (12. Oktober 1992 – 21. Februar 1993, insgesamt 20 Wochen) | - KuschelRock – KuschelRock 6 - 19 Wochen (12. Oktober 1992 – 21. Februar 1993, insgesamt 20 Wochen) - Hit Mix – Hit Mix ’93 - 1 Woche (22. Februar – 28. Februar) - KuschelRock – KuschelRock 6 - 1 Woche (1. März – 7. März, insgesamt 20 Wochen) - Neue Hits – Neue Hits 93 – Die Internationale - 2 Wochen (8. März – 21. März) - Larry Präsentiert – Larry präsentiert: Neue Smash-Hits 93 - 2 Wochen (22. März – 4. April) - Bravo Hits – Bravo Hits 3 - 8 Wochen (5. April – 30. Mai) - Dance Max – Dance Max 10 - 2 Wochen (31. Mai – 13. Juni) - Ronny’s Pop Show – Ronny’s Pop Show (1993/1) – 36 dranssylvanische Hits - 2 Wochen (14. Juni – 27. Juni) - Bravo Hits – Bravo Hits 4 - 8 Wochen (28. Juni – 22. August) - Hot & Fresh – Hot & Fresh (1993) - 4 Wochen (23. August – 19. September) - Larry Präsentiert – Larry präsentiert: Super Saurier Hits ’93 - 4 Wochen (20. September – 17. Oktober) - KuschelRock – KuschelRock 7 - 3 Wochen (18. Oktober – 7. November) - Bravo Hits – Bravo Hits 5 - 5 Wochen (8. November – 12. Dezember) - Best Of – Best of 93 - 9 Wochen (13. Dezember 1993 – 13. Februar 1994) |
| 1994 | 1995 |
| - Best Of – Best of 93 - 9 Wochen (13. Dezember 1993 – 13. Februar 1994) - Hit Mix – Hit Mix ’94 - 2 Wochen (14. Februar – 27. Februar) - Gute Zeiten, schlechte Zeiten – Gute Zeiten, schlechte Zeiten 3 – Die Hits zur Serie - 2 Wochen (28. Februar – 13. März) - Dance Now! – Dance Now! 6 - 1 Wochen (14. März – 20. März) - Bravo Hits – Bravo Hits 6 - 11 Wochen (21. März – 5. Juni) - Dance Max – Dance Max 13 - 1 Woche (6. Juni – 12. Juni) - Just the Best – Just the Best Vol. 2 - 1 Woche (13. Juni – 19. Juni) - Bravo Hits – Bravo Hits 7 - 10 Wochen (20. Juni – 28. August) - Gute Zeiten, schlechte Zeiten – Gute Zeiten, schlechte Zeiten 4 – Summer Special - 4 Wochen (29. August – 25. September) - Bravo Hits – Bravo Hits 8 - 7 Wochen (26. September – 13. November) - KuschelRock – KuschelRock 8 - 2 Wochen (14. November – 27. November) - Bravo – The Hits – Bravo Hits – Best of 94 - 10 Wochen (28. November 1994 – 5. Februar 1995) | - Bravo – The Hits – Bravo Hits – Best of 94 - 10 Wochen (28. November 1994 – 5. Februar 1995) - MegaHits – MegaHits 95 – Die Erste - 4 Wochen (6. Februar – 5. März) - Maxi Dance Sensation – Maxi Dance Sensation 16 - 1 Woche (6. März – 12. März) - Gute Zeiten, schlechte Zeiten – Gute Zeiten, schlechte Zeiten 5 – Die Hits zur Serie - 1 Woche (13. März – 19. März) - Bravo Hits – Bravo Hits 9 - 9 Wochen (20. März – 21. Mai) - Just the Best – Just the Best Vol. 4 - 3 Wochen (22. Mai – 11. Juni) - Bravo Hits – Bravo Hits 10 - 9 Wochen (12. Juni – 13. August) - Maxi Dance Sensation – Maxi Dance Sensation 18 - 3 Wochen (14. August – 3. September) - Gute Zeiten, schlechte Zeiten – Gute Zeiten, schlechte Zeiten 6 – Summer Party - 1 Woche (4. September – 10. September) - Just the Best – Just the Best Vol. 5 - 4 Wochen (11. September – 8. Oktober) - KuschelRock – KuschelRock 9 - 1 Woche (9. Oktober – 15. Oktober, insgesamt 5 Wochen) - Bravo Hits – Bravo Hits 11 - 4 Wochen (16. Oktober – 12. November) - KuschelRock – KuschelRock 9 - 4 Wochen (13. November – 10. Dezember, insgesamt 5 Wochen) - Bravo – The Hits – Bravo Hits – Best of 95 - 8 Wochen (11. Dezember 1995 – 4. Februar 1996) |
| 1996 | 1997 |
| - Bravo – The Hits – Bravo Hits – Best of 95 - 8 Wochen (11. Dezember 1995 – 4. Februar 1996) - MegaHits – MegaHits 96 – Die Erste - 3 Wochen (5. Februar – 25. Februar) - Gute Zeiten, schlechte Zeiten – Gute Zeiten, schlechte Zeiten 7 – The Boys Album - 1 Woche (26. Februar – 3. März) - Bravo Hits – Bravo Hits 12 - 8 Wochen (4. März – 28. April) - VIVA Dance – VIVA Dance Vol. 3 - 3 Wochen (29. April – 19. Mai) - Formel 1 – Formel 1 – Hit Explosion - 2 Wochen (20. Mai – 2. Juni) - Bravo Hits – Bravo Hits 13 - 7 Wochen (3. Juni – 21. Juli) - Just the Best – Just the Best Vol. 8 - 3 Wochen (22. Juli – 11. August) - Gute Zeiten, schlechte Zeiten – Gute Zeiten, schlechte Zeiten 8 – The Beach Album - 2 Wochen (12. August – 25. August) - MegaHits – MegaHits 96 – Die Zweite - 3 Wochen (26. August – 15. September) - Bravo Hits – Bravo Hits 14 - 3 Wochen (16. September – 6. Oktober) - KuschelRock – KuschelRock 10 - 7 Wochen (7. Oktober – 24. November) - Bravo Hits – Bravo Hits 15 - 10 Wochen (25. November 1996 – 2. Februar 1997) | - Bravo Hits – Bravo Hits 15 - 10 Wochen (25. November 1996 – 2. Februar 1997) - Boom – Boom ’97 – 38 explosive Hits (The First) - 1 Woche (3. Februar – 9. Februar) - MegaHits – MegaHits 97 – Die Erste - 2 Wochen (10. Februar – 23. Februar) - Bravo Super Show – Bravo Super Show 1997 - 2 Wochen (24. Februar – 9. März) - Just the Best – Just the Best Vol. 11 - 2 Wochen (10. März – 23. März) - Bravo Hits – Bravo Hits 16 - 5 Wochen (24. März – 27. April, insgesamt 7 Wochen) - KuschelRock – Best Of – KuschelRock – Die schönsten KuschelRock-Songs aller Zeiten - 2 Wochen (28. April – 11. Mai) - Bravo Hits – Bravo Hits 16 - 2 Wochen (12. Mai – 25. Mai, insgesamt 7 Wochen) - The Dome – The Dome Vol. 2 - 2 Wochen (26. Mai – 8. Juni) - Bravo Hits – Bravo Hits 17 - 8 Wochen (9. Juni – 3. August) - MegaHits – MegaHits 97 – Die Zweite - 1 Woche (4. August – 10. August) - Der deutsche Hitmix – Der deutsche Hitmix No. 3 – Das Original! – Die Party - 2 Wochen (11. August – 24. August) - Gute Zeiten, schlechte Zeiten – Gute Zeiten, schlechte Zeiten 12 – Summer Sunsation - 2 Wochen (25. August – 7. September) - Bravo Hits – Bravo Hits 18 - 4 Wochen (8. September – 5. Oktober) - KuschelRock – KuschelRock 11 - 6 Wochen (6. Oktober – 16. November, insgesamt 7 Wochen) - Bravo Hits – Bravo Hits 19 - 7 Wochen (17. November 1997 – 4. Januar 1998)              |
| 1998 | 1999 |
| - Bravo Hits – Bravo Hits 19 - 7 Wochen (17. November 1997 – 4. Januar 1998) - KuschelRock – KuschelRock 11 - 1 Woche (5. Januar – 11. Januar, insgesamt 7 Wochen) - The Dome – The Dome Vol. 4 - 1 Woche (12. Januar – 18. Januar) - MegaHits – MegaHits 97 – Die Erste - 1 Woche (19. Januar – 25. Januar) - Dream Dance – Dream Dance Vol. 7 - 2 Wochen (26. Januar – 8. Februar) - Gute Zeiten, schlechte Zeiten – Gute Zeiten, schlechte Zeiten 14 – Voll Cool – Die Schnee CD - 2 Wochen (9. Februar – 22. Februar) - Bravo Super Show – Bravo Super Show 1998 - 1 Woche (23. Februar – 1. März) - Just the Best – Just the Best 1/98 - 2 Wochen (2. März – 15. März) - Bravo Hits – Bravo Hits 20 - 6 Wochen (16. März – 26. April) - Dream Dance – Dream Dance Vol. 8 - 2 Wochen (27. April – 10. Mai) - VIVA Hits – VIVA Hits 1 - 1 Woche (11. Mai – 17. Mai) - Just the Best – Just the Best 2/98 - 4 Wochen (18. Mai – 14. Juni) - Bravo Hits – Bravo Hits 21 - 9 Wochen (15. Juni – 16. August) - Just the Best – Just the Best 3/98 - 2 Wochen (17. August – 30. August) - Bravo Hits – Bravo Hits 22 - 4 Wochen (31. August – 27. September) - KuschelRock – KuschelRock 12 - 6 Wochen (28. September – 8. November) - Bravo Hits – Bravo Hits 23 - 2 Wochen (9. November – 22. November, insgesamt 3 Wochen) - Just the Best – Just the Best 4/98 - 1 Woche (23. November – 29. November) - Bravo Hits – Bravo Hits 23 - 1 Woche (30. November – 6. Dezember, insgesamt 3 Wochen) - Bravo – The Hits – Bravo – The Hits 98 - 6 Wochen (7. Dezember 1998 – 17. Januar 1999) | - Bravo – The Hits – Bravo – The Hits 98 - 6 Wochen (7. Dezember 1998 – 17. Januar 1999) - MegaHits – MegaHits 99 – Die Erste - 4 Wochen (18. Januar – 14. Februar) - Dream Dance – Dream Dance Vol. 11 - 2 Wochen (15. Februar – 28. Februar) - Bravo Hits – Bravo Hits 24 - 6 Wochen (1. März – 18. April) - The Dome – The Dome Vol. 9 - 1 Woche (19. April – 25. April) - VIVA Hits – VIVA Hits 4 - 2 Wochen (26. April – 9. Mai) - Dream Dance – Dream Dance Vol. 12 - 2 Wochen (10. Mai – 23. Mai) - Bravo Hits – Bravo Hits 25 - 4 Wochen (24. Mai – 20. Juni) - The Dome – The Dome Vol. 10 - 1 Woche (21. Juni – 27. Juni) - Bravo Hits – Bravo Hits 25 - 1 Woche (28. Juni – 4. Juli) - The Dome – The Dome Vol. 10 - 3 Wochen (5. Juli – 25. Juli) - Love Parade – Music Is the Key – Love Parade – The ’99 Compilation - 1 Woche (26. Juli – 1. August) - MegaHits – MegaHits 99 – Die Zweite - 1 Woche (2. August – 8. August) - Dream Dance – Dream Dance Vol. 13 - 1 Woche (9. August – 15. August) - Boom – Boom ’99 – 38 explosive Hits (The Third) - 1 Woche (16. August – 22. August) - Bravo Hits – Bravo Hits 26 - 6 Wochen (23. August – 3. Oktober) - KuschelRock – KuschelRock 13 - 3 Wochen (4. Oktober – 24. Oktober) - Bravo Hits – Bravo Hits 27 - 6 Wochen (25. Oktober – 5. Dezember) - Bravo – The Hits – Bravo – The Hits 99 - 5 Wochen (6. Dezember 1999 – 9. Januar 2000) |

| 2000 | 2001 |
| --- | --- |
| - Bravo – The Hits – Bravo – The Hits 99 - 5 Wochen (6. Dezember 1999 – 9. Januar 2000) - Bild Hits – Bild Hits 2000 - 1 Woche (10. Januar – 16. Januar) - MegaHits – MegaHits 2000 – Die Erste - 3 Wochen (17. Januar – 6. Februar) - Boom – Boom 2000 – 40 explosive Hits (The First) - 1 Woche (7. Februar – 13. Februar) - Just the Best – Just the Best 1/2000 - 2 Wochen (14. Februar – 27. Februar) - Bravo Hits – Bravo Hits 28 - 5 Wochen (28. Februar – 2. April) - The Dome – The Dome Vol. 13 - 2 Wochen (3. April – 16. April) - VIVA Hits – VIVA Hits 8 - 4 Wochen (17. April – 14. Mai) - Just the Best – Just the Best 2/2000 - 3 Wochen (15. Mai – 4. Juni) - Bravo Hits – Bravo Hits 29 - 7 Wochen (5. Juni – 23. Juli) - Love Parade – One World One Love Parade – The Compilation 2000 - 1 Woche (24. Juli – 30. Juli) - MegaHits – MegaHits 2000 – Die Zweite - 3 Wochen (31. Juli – 20. August) - Bravo Hits – Bravo Hits 30 - 6 Wochen (21. August – 1. Oktober) - KuschelRock – KuschelRock 14 - 4 Wochen (2. Oktober – 29. Oktober) - Just the Best – Just the Best 4/2000 - 1 Woche (30. Oktober – 5. November) - Bravo Hits – Bravo Hits 31 - 6 Wochen (6. November – 17. Dezember) - Bravo – The Hits – Bravo – The Hits 2000 - 5 Wochen (18. Dezember 2000 – 21. Januar 2001) | - Bravo – The Hits – Bravo – The Hits 2000 - 5 Wochen (18. Dezember 2000 – 21. Januar 2001) - Après Ski-Hits – Après Ski-Hits 2001 - 3 Wochen (22. Januar – 11. Februar) - Just the Best – Just the Best 1/2001 - 3 Wochen (12. Februar – 4. März) - Bravo Hits – Bravo Hits 32 - 8 Wochen (5. März – 29. April) - Bravo Super Show – Bravo Super Show 2001 - 1 Woche (30. April – 6. Mai) - Just the Best – Just the Best 2/2001 - 3 Wochen (7. Mai – 27. Mai) - Bravo Hits – Bravo Hits 33 - 7 Wochen (28. Mai – 15. Juli) - Future Trance – Future Trance Vol. 16 - 3 Wochen (16. Juli – 5. August) - Just the Best – Just the Best 3/2001 - 2 Wochen (6. August – 19. August) - Bravo Hits – Bravo Hits 34 - 5 Wochen (20. August – 23. September) - The Dome – The Dome Vol. 19 - 3 Wochen (24. September – 14. Oktober) - Just the Best – Just the Best 4/2001 - 2 Wochen (15. Oktober – 28. Oktober) - Bravo Hits – Bravo Hits 35 - 5 Wochen (29. Oktober – 2. Dezember) - KuschelRock – KuschelRock 15 - 1 Woche (3. Dezember – 9. Dezember, insgesamt 2 Wochen) - Bravo – The Hits – Bravo – The Hits 2001 - 2 Wochen (10. Dezember – 23. Dezember) - The Dome – The Dome Vol. 20 - 2 Wochen (24. Dezember 2001 – 6. Januar 2002, insgesamt 3 Wochen) |
| 2002 | 2003 |
| - The Dome – The Dome Vol. 20 - 2 Wochen (24. Dezember 2001 – 6. Januar 2002, insgesamt 3 Wochen) - KuschelRock – KuschelRock 15 - 1 Woche (7. Januar – 13. Januar, insgesamt 2 Wochen) - The Dome – The Dome Vol. 20 - 1 Woche (14. Januar – 20. Januar, insgesamt 3 Wochen) - Après Ski-Hits – Après Ski-Hits 2002 - 4 Wochen (21. Januar – 17. Februar) - Just the Best – Just the Best 1/2002 - 2 Wochen (18. Februar – 3. März) - Bravo Hits – Bravo Hits 36 - 3 Wochen (4. März – 24. März) - The Dome – The Dome Vol. 21 - 5 Wochen (25. März – 28. April, insgesamt 6 Wochen) - Future Trance – Future Trance Vol. 19 - 1 Woche (29. April – 5. Mai) - The Dome – The Dome Vol. 21 - 1 Woche (6. Mai – 12. Mai, insgesamt 6 Wochen) - Just the Best – Just the Best Vol. 40 - 2 Wochen (13. Mai – 26. Mai) - Bravo Hits – Bravo Hits 37 - 7 Wochen (27. Mai – 14. Juli) - Future Trance – Future Trance Vol. 20 - 1 Woche (15. Juli – 21. Juli) - Just the Best – Just the Best Vol. 41 - 3 Wochen (22. Juli – 11. August) - Ballermann Hits – Ballermann Hits 2002 - 2 Wochen (12. August – 25. August) - Bravo Hits – Bravo Hits 38 - 5 Wochen (26. August – 29. September) - The Dome – The Dome Vol. 23 - 2 Wochen (30. September – 13. Oktober) - KuschelRock – KuschelRock 16 - 2 Wochen (14. Oktober – 27. Oktober, insgesamt 3 Wochen) - Bravo Hits – Bravo Hits 39 - 8 Wochen (28. Oktober – 22. Dezember) - The Dome – The Dome Vol. 24 - 2 Wochen (23. Dezember 2002 – 5. Januar 2003)                                                                                 | - The Dome – The Dome Vol. 24 - 2 Wochen (23. Dezember 2002 – 5. Januar 2003) - KuschelRock – KuschelRock 16 - 1 Woche (6. Januar – 12. Januar, insgesamt 3 Wochen) - MegaHits – MegaHits 2003 – Die Erste - 1 Woche (13. Januar – 19. Januar) - Après Ski-Hits – Après Ski-Hits 2003 - 4 Wochen (20. Januar – 16. Februar) - Just the Best – Just the Best Vol. 43 - 1 Woche (17. Februar – 23. Februar) - Bravo Hits – Bravo Hits 40 - 4 Wochen (24. Februar – 23. März) - The Dome – The Dome Vol. 25 - 3 Wochen (24. März – 13. April) - Future Trance – Future Trance Vol. 23 - 3 Wochen (14. April – 4. Mai) - Just the Best – Just the Best Vol. 44 - 2 Wochen (5. Mai – 18. Mai) - Bravo Hits – Bravo Hits 41 - 4 Wochen (19. Mai – 15. Juni) - The Dome – The Dome Vol. 26 - 4 Wochen (16. Juni – 13. Juli) - Future Trance – Future Trance Vol. 24 - 4 Wochen (14. Juli – 10. August) - Boom – Boom 2003 – 40 explosive Hits (The Third) - 1 Woche (11. August – 17. August) - Bravo Hits – Bravo Hits 42 - 6 Wochen (18. August – 28. September) - The Dome – The Dome Vol. 27 - 1 Woche (29. September – 5. Oktober) - KuschelRock – KuschelRock 17 - 4 Wochen (6. Oktober – 2. November) - Bravo Hits – Bravo Hits 43 - 4 Wochen (3. November – 30. November) - Die Hit-Giganten – Die Hit-Giganten - 2 Wochen (1. Dezember – 14. Dezember) - Bravo – The Hits – Bravo – The Hits 2003 - 4 Wochen (15. Dezember 2003 – 11. Januar 2004) |
| 2004 | 2005 |
| - Bravo – The Hits – Bravo – The Hits 2003 - 4 Wochen (15. Dezember 2003 – 11. Januar 2004) - The Dome – The Dome Vol. 28 - 2 Wochen (12. Januar – 25. Januar) - Après Ski-Hits – Après Ski-Hits 2004 - 3 Wochen (26. Januar – 15. Februar) - RTL Winter Dreams – RTL Winter Dreams - 1 Woche (16. Februar – 22. Februar) - Die Hit-Giganten – Die Hit-Giganten – Schmusesongs - 3 Wochen (23. Februar – 14. März) - Smash! – Smash! das Original Vol. 24 - 1 Woche (15. März – 21. März) - The Dome – The Dome Vol. 29 - 2 Wochen (22. März – 4. April) - Bravo Hits – Bravo Hits 44 - 4 Wochen (5. April – 2. Mai) - Thomas Gottschalk präsentiert – Thomas Gottschalk präsentiert: 50 Jahre Rock! Let’s Have a Party – Klassiker & Hits - 4 Wochen (3. Mai – 30. Mai) - Bravo Hits – Bravo Hits 45 - 5 Wochen (31. Mai – 4. Juli) - The Dome – The Dome Vol. 30 - 3 Wochen (5. Juli – 25. Juli) - Die Hit-Giganten – Die Hit-Giganten – Sommerhits - 1 Woche (26. Juli – 1. August) - The Dome – Summer – The Dome – Summer 2004 - 2 Wochen (2. August – 15. August) - Bravo Hits – Bravo Hits 46 - 5 Wochen (16. August – 19. September) - The Dome – The Dome Vol. 31 - 4 Wochen (20. September – 17. Oktober) - KuschelRock – KuschelRock 18 - 1 Woche (18. Oktober – 24. Oktober) - Bravo Hits – Bravo Hits 47 - 6 Wochen (25. Oktober – 5. Dezember) - Bravo – The Hits – Bravo – The Hits 2004 - 1 Woche (6. Dezember – 12. Dezember) - Thomas Gottschalk präsentiert – Thomas Gottschalk präsentiert: 50 Jahre Rock! Love Songs - 3 Wochen (13. Dezember 2004 – 2. Januar 2005) | - Thomas Gottschalk präsentiert – Thomas Gottschalk präsentiert: 50 Jahre Rock! Love Songs - 3 Wochen (13. Dezember 2004 – 2. Januar 2005) - The Dome – The Dome Vol. 32 - 2 Wochen (3. Januar – 16. Januar) - Après Ski-Hits – Après Ski-Hits 2005 - 5 Wochen (17. Januar – 20. Februar) - Liebe ist … – Liebe ist … - 1 Woche (21. Februar – 27. Februar) - Bundesvision Song Contest – Bundesvision Song Contest - 1 Woche (28. Februar – 6. März) - Pokito Hits – Pokito Hits 3 - 1 Woche (7. März – 13. März) - The Dome – The Dome Vol. 33 - 4 Wochen (14. März – 10. April) - Bravo Hits – Bravo Hits 48 - 8 Wochen (11. April – 5. Juni) - The Dome – The Dome Vol. 34 - 3 Wochen (6. Juni – 26. Juni) - Bravo Hits – Bravo Hits 49 - 5 Wochen (27. Juni – 31. Juli) - The Dome – Summer – The Dome – Summer 2005 - 2 Wochen (1. August – 14. August) - Ballermann Hits – Ballermann Hits 2005 - 1 Woche (15. August – 21. August) - Bravo Hits – Bravo Hits 50 - 4 Wochen (22. August – 18. September) - The Dome – The Dome Vol. 35 - 3 Wochen (19. September – 9. Oktober) - KuschelRock – KuschelRock 19 - 3 Wochen (10. Oktober – 30. Oktober) - Bravo Hits – Bravo Hits 51 - 4 Wochen (31. Oktober – 24. November) - Die Hit-Giganten – Die Hit-Giganten – Rocksongs - 2 Wochen (25. November – 8. Dezember) - Bravo – The Hits – Bravo – The Hits 2005 - 6 Wochen (9. Dezember 2005 – 19. Januar 2006, insgesamt 7 Wochen) |
| 2006 | 2007 |
| - Bravo – The Hits – Bravo – The Hits 2005 - 6 Wochen (9. Dezember 2005 – 19. Januar 2006, insgesamt 7 Wochen) - Après Ski-Hits – Après Ski-Hits 2006 - 1 Woche (20. Januar – 26. Januar) - Bravo – The Hits – Bravo – The Hits 2005 - 1 Woche (27. Januar – 2. Februar, insgesamt 7 Wochen) - Die Hit-Giganten – Die Hit-Giganten – Tanzsongs - 3 Wochen (3. Februar – 23. Februar, insgesamt 4 Wochen) - Bundesvision Song Contest – Bundesvision Song Contest 2006 - 1 Woche (24. Februar – 2. März) - Die Hit-Giganten – Die Hit-Giganten – Tanzsongs - 1 Woche (3. März – 9. März, insgesamt 4 Wochen) - Bravo Hits – Bravo Hits 52 - 3 Wochen (10. März – 30. März) - The Dome – The Dome Vol. 37 - 7 Wochen (31. März – 18. Mai) - Bravo Hits – Bravo Hits 53 - 4 Wochen (19. Mai – 15. Juni) - The Dome – The Dome Vol. 38 - 6 Wochen (16. Juni – 27. Juli) - The Dome – Summer – The Dome – Summer 2006 - 2 Wochen (28. Juli – 10. August) - Bravo Hits – Bravo Hits 54 - 5 Wochen (11. August – 14. September) - The Dome – The Dome Vol. 39 - 6 Wochen (15. September – 26. Oktober) - Bravo Hits – Bravo Hits 55 - 6 Wochen (27. Oktober – 7. Dezember) - Bravo – The Hits – Bravo – The Hits 2006 - 1 Woche (8. Dezember – 14. Dezember, insgesamt 3 Wochen) - The Dome – The Dome Vol. 40 - 1 Woche (15. Dezember – 21. Dezember, insgesamt 3 Wochen) - Bravo – The Hits – Bravo – The Hits 2006 - 1 Woche (22. Dezember – 28. Dezember, insgesamt 3 Wochen) - The Dome – The Dome Vol. 40 - 2 Wochen (29. Dezember 2006 – 11. Januar 2007, insgesamt 3 Wochen)             | - The Dome – The Dome Vol. 40 - 2 Wochen (29. Dezember 2006 – 11. Januar 2007, insgesamt 3 Wochen) - Bravo – The Hits – Bravo – The Hits 2006 - 1 Woche (12. Januar – 18. Januar, insgesamt 3 Wochen) - Après Ski-Hits – Après Ski-Hits 2007 - 2 Wochen (19. Januar – 1. Februar, insgesamt 4 Wochen) - Die ultimative Chartshow – Die ultimative Chartshow – Die erfolgreichsten Hits der Neuen Deutschen Welle - 1 Woche (2. Februar – 8. Februar) - Après Ski-Hits – Après Ski-Hits 2007 - 2 Wochen (9. Februar – 22. Februar, insgesamt 4 Wochen) - Bravo Hits – Bravo Hits 56 - 3 Wochen (23. Februar – 15. März) - Future Trance – Future Trance Vol. 39 - 1 Woche (16. März – 22. März) - The Dome – The Dome Vol. 41 - 5 Wochen (23. März – 26. April, insgesamt 6 Wochen) - Future Trance – Best Of – Future Trance – Best Of - 1 Woche (27. April – 3. Mai) - The Dome – The Dome Vol. 41 - 1 Woche (4. Mai – 10. Mai, insgesamt 6 Wochen) - Bravo Hits – Bravo Hits 57 - 5 Wochen (11. Mai – 14. Juni) - The Dome – The Dome Vol. 42 - 4 Wochen (15. Juni – 21. Juni, insgesamt 5 Wochen) - Future Trance – Future Trance Vol. 40 - 1 Woche (22. Juni – 28. Juni) - The Dome – The Dome Vol. 42 - 4 Wochen (29. Juni – 26. Juli, insgesamt 5 Wochen) - The Dome – Summer – The Dome – Summer 2007 - 2 Wochen (27. Juli – 9. August) - Ballermann Hits – Ballermann Hits 2007 - 1 Woche (10. August – 16. August) - Bravo Hits – Bravo Hits 58 - 5 Wochen (17. August – 20. September) - The Dome – The Dome Vol. 43 - 2 Wochen (21. September – 4. Oktober) - KuschelRock – KuschelRock 21 - 1 Woche (5. Oktober – 11. Oktober) - Die ultimative Chartshow – Die ultimative Chartshow – Die erfolgreichsten Rockballaden aller Zeiten - 2 Wochen (12. Oktober – 25. Oktober) - Bravo Hits – Bravo Hits 59 - 5 Wochen (26. Oktober – 29. November) - The Dome – The Dome Vol. 44 - 1 Woche (30. November – 6. Dezember) - Bravo – The Hits – Bravo – The Hits 2007 - 6 Wochen (7. Dezember 2007 – 17. Januar 2008) |
| 2008 | 2009 |
| - Bravo – The Hits – Bravo – The Hits 2007 - 6 Wochen (7. Dezember 2007 – 17. Januar 2008) - Die ultimative Chartshow – Die ultimative Chartshow – Die erfolgreichsten Radiohits - 1 Woche (18. Januar – 24. Januar) - Après Ski-Hits – Après Ski-Hits 2008 - 5 Wochen (25. Januar – 28. Februar) - Bravo Hits – Bravo Hits 60 - 4 Wochen (29. Februar – 27. März) - The Dome – The Dome Vol. 45 - 2 Wochen (28. März – 10. April, insgesamt 4 Wochen) - Die ultimative Chartshow – Die ultimative Chartshow – Die erfolgreichsten Oldies aller Zeiten - 2 Wochen (11. April – 24. April) - The Dome – The Dome Vol. 45 - 2 Wochen (25. April – 8. Mai, insgesamt 4 Wochen) - Bravo Hits – Bravo Hits 61 - 5 Wochen (9. Mai – 12. Juni) - Future Trance – Future Trance Vol. 44 - 1 Woche (13. Juni – 19. Juni) - The Dome – The Dome Vol. 46 - 5 Wochen (20. Juni – 24. Juli) - The Dome – Summer – The Dome – Summer 2008 - 3 Wochen (25. Juli – 14. August) - Bravo Hits – Bravo Hits 62 - 4 Wochen (15. August – 11. September) - Future Trance – Future Trance Vol. 45 - 1 Woche (12. September – 18. September) - The Dome – The Dome Vol. 47 - 2 Wochen (19. September – 2. Oktober) - KuschelRock – KuschelRock 22 - 3 Wochen (3. Oktober – 23. Oktober) - Bravo Hits – Bravo Hits 63 - 6 Wochen (24. Oktober – 4. Dezember) - Bravo – The Hits – Bravo – The Hits 2008 - 5 Wochen (5. Dezember 2008 – 8. Januar 2009) | - Bravo – The Hits – Bravo – The Hits 2008 - 5 Wochen (5. Dezember 2008 – 8. Januar 2009) - The Dome – The Dome Vol. 48 - 1 Woche (9. Januar – 15. Januar) - Après Ski-Hits – Après Ski-Hits 2009 - 4 Wochen (16. Januar – 12. Februar) - Die ultimative Chartshow – Die ultimative Chartshow – Die erfolgreichsten Flower Power Hits - 1 Woche (13. Februar – 19. Februar) - Bravo Hits – Bravo Hits 64 - 4 Wochen (20. Februar – 19. März) - The Dome – The Dome Vol. 49 - 7 Wochen (20. März – 7. Mai) - Bravo Hits – Bravo Hits 65 - 5 Wochen (8. Mai – 11. Juni) - The Dome – The Dome Vol. 50 - 6 Wochen (12. Juni – 23. Juli) - The Dome – Summer – The Dome – Summer 2009 - 2 Wochen (24. Juli – 6. August) - Ballermann Hits – Ballermann Hits 2009 - 1 Woche (7. August – 13. August) - Bravo Hits – Bravo Hits 66 - 5 Wochen (14. August – 17. September) - The Dome – The Dome Vol. 51 - 3 Wochen (18. September – 8. Oktober) - KuschelRock – KuschelRock 23 - 2 Wochen (9. Oktober – 22. Oktober) - Bravo Hits – Bravo Hits 67 - 5 Wochen (23. Oktober – 26. November) - Bravo – The Hits – Bravo – The Hits 2009 - 3 Wochen (27. November – 17. Dezember, insgesamt 7 Wochen) - Die ultimative Chartshow – Die ultimative Chartshow – Die erfolgreichsten Christmas-Songs aller Zeiten - 1 Woche (18. Dezember – 24. Dezember) - Bravo – The Hits – Bravo – The Hits 2009 - 4 Wochen (25. Dezember 2009 – 21. Januar 2010, insgesamt 7 Wochen) |

| 2010 | 2011 |
| --- | --- |
| - Bravo – The Hits – Bravo – The Hits 2009 - 4 Wochen (25. Dezember 2009 – 21. Januar 2010, insgesamt 7 Wochen) - Die ultimative Chartshow – Die ultimative Chartshow – Die erfolgreichsten Pop-Hymnen aller Zeiten - 2 Wochen (22. Januar – 4. Februar) - Die ultimative Chartshow – Die ultimative Chartshow – Die erfolgreichsten Piano-Hits aller Zeiten - 1 Woche (5. Februar – 11. Februar) - Après Ski-Hits – Après Ski-Hits 2010 - 2 Wochen (12. Februar – 25. Februar) - Bravo Hits – Bravo Hits 68 - 5 Wochen (26. Februar – 1. April) - The Dome – The Dome Vol. 53 - 6 Wochen (2. April – 13. Mai) - Bravo Hits – Bravo Hits 69 - 4 Wochen (14. Mai – 10. Juni) - The Dome – The Dome Vol. 54 - 5 Wochen (11. Juni – 15. Juli) - Fetenhits – Fetenhits – Fußball WM 2020 - 1 Woche (16. Juli – 22. Juli) - The Dome – Summer – The Dome – Summer 2010 - 3 Wochen (23. Juli – 12. August) - Bravo Hits – Bravo Hits 70 - 5 Wochen (13. August – 16. September) - The Dome – The Dome Vol. 55 - 2 Wochen (17. September – 30. September) - KuschelRock – KuschelRock 24 - 3 Wochen (1. Oktober – 21. Oktober) - Bravo Hits – Bravo Hits 71 - 6 Wochen (22. Oktober – 2. Dezember) - Bravo – The Hits – Bravo – The Hits 2010 - 2 Wochen (3. Dezember – 16. Dezember, insgesamt 10 Wochen) - Die ultimative Chartshow – Die ultimative Chartshow – Die erfolgreichsten Hits 2010 - 1 Woche (17. Dezember – 23. Dezember) - Bravo – The Hits – Bravo – The Hits 2010 - 4 Wochen (24. Dezember 2010 – 20. Januar 2011, insgesamt 10 Wochen)                                        | - Bravo – The Hits – Bravo – The Hits 2010 - 4 Wochen (24. Dezember 2010 – 20. Januar 2011, insgesamt 10 Wochen) - Après Ski-Hits – Après Ski-Hits 2011 - 1 Woche (21. Januar – 27. Januar) - Bravo – The Hits – Bravo – The Hits 2010 - 4 Wochen (28. Januar – 24. Februar, insgesamt 10 Wochen) - Bravo Hits – Bravo Hits 72 - 5 Wochen (25. Februar – 31. März) - The Dome – The Dome Vol. 57 - 6 Wochen (1. April – 12. Mai) - Bravo Hits – Bravo Hits 73 - 5 Wochen (13. Mai – 16. Juni) - The Dome – The Dome Vol. 58 - 5 Wochen (17. Juni – 21. Juli) - The Dome – Summer – The Dome – Summer 2011 - 3 Wochen (22. Juli – 11. August) - Bravo Hits – Bravo Hits 74 - 8 Wochen (12. August – 6. Oktober) - KuschelRock – KuschelRock 25 - 2 Wochen (7. Oktober – 20. Oktober, insgesamt 3 Wochen) - Bravo Hits – Bravo Hits 75 - 5 Wochen (21. Oktober – 24. November) - KuschelRock – KuschelRock 25 - 1 Woche (25. November – 1. Dezember, insgesamt 3 Wochen) - Bravo – The Hits – Bravo – The Hits 2011 - 2 Wochen (2. Dezember – 15. Dezember, insgesamt 9 Wochen) - Die ultimative Chartshow – Die ultimative Chartshow – Die erfolgreichsten Hits 2011 - 1 Woche (16. Dezember – 22. Dezember, insgesamt 2 Wochen) - Bravo – The Hits – Bravo – The Hits 2011 - 3 Wochen (23. Dezember 2011 – 12. Januar 2012, insgesamt 9 Wochen) |
| 2012 | 2013 |
| - Bravo – The Hits – Bravo – The Hits 2011 - 3 Wochen (23. Dezember 2011 – 12. Januar 2012, insgesamt 9 Wochen) - Die ultimative Chartshow – Die ultimative Chartshow – Die erfolgreichsten Hits 2011 - 1 Woche (13. Januar – 19. Januar, insgesamt 2 Wochen) - Après Ski-Hits – Après Ski-Hits 2012 - 1 Woche (20. Januar – 26. Januar) - Bravo – The Hits – Bravo – The Hits 2011 - 4 Wochen (27. Januar – 23. Februar, insgesamt 9 Wochen) - Bravo Hits – Bravo Hits 76 - 5 Wochen (24. Februar – 29. März) - The Dome – The Dome Vol. 61 - 6 Wochen (30. März – 10. Mai) - Bravo Hits – Bravo Hits 77 - 5 Wochen (11. Mai – 14. Juni) - The Dome – The Dome Vol. 62 - 5 Wochen (15. Juni – 19. Juli) - The Dome – Summer – The Dome – Summer 2012 - 2 Wochen (20. Juli – 2. August) - Ballermann Hits – Ballermann Hits 2012 - 1 Woche (3. August – 9. August) - Bravo Hits – Bravo Hits 78 - 5 Wochen (10. August – 13. September) - The Dome – The Dome Vol. 63 - 1 Woche (14. September – 20. September) - Bravo Hits – Bravo Hits 78 - 1 Woche (21. September – 27. September) - KuschelRock – KuschelRock 26 - 3 Wochen (28. September – 18. Oktober) - Bravo Hits – Bravo Hits 79 - 6 Wochen (19. Oktober – 29. November) - Bravo – The Hits – Bravo – The Hits 2012 - 2 Wochen (30. November – 13. Dezember, insgesamt 9 Wochen) - Die ultimative Chartshow – Die ultimative Chartshow – Die erfolgreichsten Hits 2012 - 1 Woche (14. Dezember – 20. Dezember) - Bravo – The Hits – Bravo – The Hits 2012 - 6 Wochen (21. Dezember 2012 – 31. Januar 2013, insgesamt 9 Wochen) | - Bravo – The Hits – Bravo – The Hits 2012 - 6 Wochen (21. Dezember 2012 – 31. Januar 2013, insgesamt 9 Wochen) - Après Ski-Hits – Après Ski-Hits 2013 - 1 Woche (1. Februar – 7. Februar) - Bravo – The Hits – Bravo – The Hits 2012 - 1 Woche (8. Februar – 14. Februar, insgesamt 9 Wochen) - Die ultimative Chartshow – Die ultimative Chartshow – Die erfolgreichsten Singles der 90er - 1 Woche (15. Februar – 21. Februar) - Bravo Hits – Bravo Hits 80 - 5 Wochen (22. Februar – 28. März) - The Dome – The Dome Vol. 65 - 1 Woche (29. März – 4. April, insgesamt 5 Wochen) - Dein Song – Dein Song 2013 - 1 Woche (5. April – 11. April) - The Dome – The Dome Vol. 65 - 4 Wochen (12. April – 9. Mai, insgesamt 5 Wochen) - Bravo Hits – Bravo Hits 81 - 6 Wochen (10. Mai – 20. Juni, insgesamt 7 Wochen) - The Dome – The Dome Vol. 66 - 3 Wochen (21. Juni – 11. Juli) - Kontor – Top of the Clubs – Kontor – Top of the Clubs Vol. 59 - 1 Woche (12. Juli – 18. Juli) - Bravo Hits – Bravo Hits 81 - 1 Woche (19. Juli – 25. Juli, insgesamt 7 Wochen) - The Dome – Summer – The Dome – Summer 2013 - 2 Wochen (26. Juli – 8. August) - Bravo Hits – Bravo Hits 82 - 5 Wochen (9. August – 12. September) - KuschelRock – KuschelRock 27 - 4 Wochen (13. September – 10. Oktober) - Kontor – Top of the Clubs – Kontor – Top of the Clubs Vol. 60 - 1 Woche (11. Oktober – 17. Oktober) - Bravo Hits – Bravo Hits 83 - 6 Wochen (18. Oktober – 28. November) - Bravo – The Hits – Bravo – The Hits 2013 - 2 Wochen (29. November – 12. Dezember, insgesamt 11 Wochen) - Die ultimative Chartshow – Die ultimative Chartshow – Die erfolgreichsten Hits 2013 - 1 Woche (13. Dezember – 19. Dezember) - Bravo – The Hits – Bravo – The Hits 2013 - 9 Wochen (20. Dezember 2013 – 20. Februar 2014, insgesamt 11 Wochen) |
| 2014 | 2015 |
| - Bravo – The Hits – Bravo – The Hits 2013 - 9 Wochen (20. Dezember 2013 – 20. Februar 2014, insgesamt 11 Wochen) - Club Sounds – Club Sounds Vol. 68 - 1 Woche (21. Februar – 27. Februar) - Bravo Hits – Bravo Hits 84 - 4 Wochen (28. Februar – 27. März, insgesamt 6 Wochen) - The Dome – The Dome Vol. 69 - 2 Wochen (28. März – 10. April) - Kontor – Top of the Clubs – Kontor – Top of the Clubs Vol. 62 - 1 Woche (11. April – 17. April) - Dein Song – Dein Song 2014 - 2 Wochen (18. April – 1. Mai) - Bravo Hits – Bravo Hits 84 - 2 Wochen (2. Mai – 15. Mai, insgesamt 6 Wochen) - Bravo Hits – Bravo Hits 85 - 5 Wochen (16. Mai – 19. Juni) - The Dome – The Dome Vol. 70 - 4 Wochen (20. Juni – 17. Juli) - Kontor – Top of the Clubs – Kontor – Top of the Clubs Vol. 63 - 1 Woche (18. Juli – 24. Juli) - The Dome – Summer – The Dome – Summer 2014 - 2 Wochen (25. Juli – 7. August) - Bravo Hits – Bravo Hits 86 - 9 Wochen (8. August – 9. Oktober) - Bravo Hits – Bravo Hits 87 - 7 Wochen (10. Oktober – 27. November) - Bravo – The Hits – Bravo – The Hits 2014 - 11 Wochen (28. November 2014 – 12. Februar 2015) | - Bravo – The Hits – Bravo – The Hits 2014 - 11 Wochen (28. November 2014 – 12. Februar 2015) - Club Sounds – 90s – Club Sounds – 90s - 2 Wochen (13. Februar – 26. Februar) - Bravo Hits – Bravo Hits 88 - 10 Wochen (27. Februar – 7. Mai) - Bravo Hits – Bravo Hits 89 - 9 Wochen (8. Mai – 9. Juli) - Kontor – Top of the Clubs – Kontor – Top of the Clubs Vol. 63 - 1 Woche (10. Juli – 16. Juli) - The Dome – Summer – The Dome – Summer 2015 - 2 Wochen (17. Juli – 30. Juli) - Bravo Hits – Bravo Hits 90 - 6 Wochen (31. Juli – 10. September) - The Dome – The Dome Vol. 75 - 2 Wochen (11. September – 24. September) - KuschelRock – KuschelRock 29 - 1 Woche (25. September – 1. Oktober) - Bravo Hits – Bravo Hits 91 - 7 Wochen (2. Oktober – 19. November) - Bravo – The Hits – Bravo – The Hits 2015 - 10 Wochen (20. November 2015 – 28. Januar 2016) |
| 2016 | 2017 |
| - Bravo – The Hits – Bravo – The Hits 2015 - 10 Wochen (20. November 2015 – 28. Januar 2016) - Schlager aktuell – Schlager aktuell 9 - 1 Woche (29. Januar – 4. Februar) - Club Sounds – 90s – Club Sounds – 90s Vol. 2 - 2 Wochen (5. Februar – 18. Februar) - Bravo Hits – Bravo Hits 92 - 5 Wochen (19. Februar – 24. März, insgesamt 10 Wochen) - Dein Song – Dein Song 2016 - 1 Woche (25. März – 31. März) - Bravo Hits – Bravo Hits 92 - 2 Wochen (1. April – 14. April, insgesamt 10 Wochen) - Kontor – Top of the Clubs – Kontor – Top of the Clubs Vol. 70 - 1 Woche (15. April – 21. April) - Bravo Hits – Bravo Hits 92 - 3 Wochen (22. April – 12. Mai, insgesamt 10 Wochen) - Bravo Hits – Bravo Hits 93 - 4 Wochen (13. Mai – 9. Juni) - The Dome – The Dome Vol. 78 - 5 Wochen (10. Juni – 14. Juli) - The Dome – Summer – The Dome – Summer 2016 - 2 Wochen (15. Juli – 28. Juli) - Bravo Hits – Bravo Hits 94 - 9 Wochen (29. Juli – 29. September, insgesamt 10 Wochen) - KuschelRock – KuschelRock 30 - 1 Woche (30. September – 6. Oktober) - Bravo Hits – Bravo Hits 94 - 1 Woche (7. Oktober – 13. Oktober, insgesamt 10 Wochen) - Bravo Hits – Bravo Hits 95 - 5 Wochen (14. Oktober – 17. November) - Bravo – The Hits – Bravo – The Hits 2016 - 5 Wochen (18. November – 22. Dezember) - Die ultimative Chartshow – Die ultimative Chartshow – Die erfolgreichsten Hits 2016 - 1 Woche (23. Dezember – 29. Dezember) - Bravo – The Hits – Bravo – The Hits 2016 - 2 Wochen (30. Dezember 2016 – 12. Januar 2017)                                                | - Bravo – The Hits – Bravo – The Hits 2016 - 2 Wochen (30. Dezember 2016 – 12. Januar 2017) - Feste der Volksmusik – Schlager Champions – Schlager Champions – Das große Fest der Besten – 2017 - 5 Wochen (13. Januar – 16. Februar) - Club Sounds – Club Sounds Vol. 80 - 1 Woche (17. Februar – 23. Februar) - Bravo Hits – Bravo Hits 96 - 4 Wochen (24. Februar – 23. März, insgesamt 9 Wochen) - Dein Song – Dein Song 2017 - 1 Woche (24. März – 30. März) - Bravo Hits – Bravo Hits 96 - 5 Wochen (31. März – 4. Mai, insgesamt 9 Wochen) - Bravo Hits – Bravo Hits 97 - 3 Wochen (5. Mai – 25. Mai) - Dieter Bohlen – Dieter Bohlen – Die Megahits - 1 Woche (26. Mai – 1. Juni) - Bravo Hits – Bravo Hits 97 - 6 Wochen (2. Juni – 13. Juli) - The Dome – Summer – The Dome – Summer 2017 - 2 Wochen (14. Juli – 27. Juli) - Bravo Hits – Bravo Hits 98 - 8 Wochen (28. Juli – 21. September, insgesamt 9 Wochen) - KuschelRock – KuschelRock 31 - 2 Wochen (22. September – 5. Oktober) - Bravo Hits – Bravo Hits 98 - 1 Woche (6. Oktober – 12. Oktober, insgesamt 9 Wochen) - Bravo Hits – Bravo Hits 99 - 5 Wochen (13. Oktober – 16. November) - Bravo – The Hits – Bravo – The Hits 2017 - 8 Wochen (17. November 2017 – 11. Januar 2018) |
| 2018 | 2019 |
| - Bravo – The Hits – Bravo – The Hits 2017 - 8 Wochen (17. November 2017 – 11. Januar 2018) - Die ultimative Chartshow – Die ultimative Chartshow – Die erfolgreichsten Rockballaden - 1 Woche (12. Januar – 18. Januar) - Feste der Volksmusik – Schlager Champions – Schlager Champions – Das große Fest der Besten – 2018 - 4 Wochen (19. Januar – 15. Februar) - Club Sounds – Club Sounds Vol. 84 - 1 Woche (16. Februar – 22. Februar) - Bravo Hits – Bravo Hits 100 - 4 Wochen (23. Februar – 22. März, insgesamt 9 Wochen) - Bravo 100 Hits – Bravo 100 Hits – Das Beste! 100 Hits aus 100 Bravo Hits - 1 Woche (23. März – 29. März) - Bravo Hits – Bravo Hits 100 - 5 Wochen (30. März – 3. Mai, insgesamt 9 Wochen) - Bravo Hits – Bravo Hits 101 - 10 Wochen (4. Mai – 12. Juli) - The Dome – Summer – The Dome – Summer 2018 - 2 Wochen (13. Juli – 26. Juli) - Die ultimative Chartshow – Die ultimative Chartshow – Die erfolgreichsten Sommerhits - 1 Woche (27. Juli – 2. August) - Bravo Hits – Bravo Hits 102 - 7 Wochen (3. August – 20. September, insgesamt 8 Wochen) - KuschelRock – KuschelRock 32 - 1 Woche (21. September – 27. September) - Bravo Hits – Bravo Hits 102 - 1 Woche (28. September – 4. Oktober, insgesamt 8 Wochen) - Bravo Hits – Bravo Hits 103 - 6 Wochen (5. Oktober – 15. November) - Schlager – Schlager 2018 – Die Hits des Jahres - 1 Woche (16. November – 22. November) - Bravo – The Hits – Bravo – The Hits 2018 - 8 Wochen (23. November 2018 – 17. Januar 2019)                                                                   | - Bravo – The Hits – Bravo – The Hits 2018 - 8 Wochen (23. November 2018 – 17. Januar 2019) - Feste der Volksmusik – Schlager Champions – Schlager Champions – Das große Fest der Besten – 2019 - 5 Wochen (18. Januar – 21. Februar) - Bravo Hits – Bravo Hits 104 - 5 Wochen (22. Februar – 28. März, insgesamt 9 Wochen) - Dein Song – Dein Song 2019 - 1 Woche (29. März – 4. April) - Bravo Hits – Bravo Hits 104 - 4 Wochen (5. April – 2. Mai, insgesamt 9 Wochen) - Bravo Hits – Bravo Hits 105 - 5 Wochen (3. Mai – 6. Juni, insgesamt 9 Wochen) - The Dome – The Dome Vol. 90 - 1 Woche (7. Juni – 13. Juni) - Bravo Hits – Bravo Hits 105 - 2 Wochen (14. Juni – 27. Juni, insgesamt 9 Wochen) - Ballermann Hits – Ballermann Hits 2019 - 1 Woche (28. Juni – 4. Juli) - Bravo Hits – Bravo Hits 105 - 1 Woche (5. Juli – 11. Juli, insgesamt 9 Wochen) - The Dome – Summer – The Dome – Summer 2019 - 1 Woche (12. Juli – 18. Juli) - Bravo Hits – Bravo Hits 105 - 1 Woche (19. Juli – 25. Juli, insgesamt 9 Wochen) - Tomorrowland – Tomorrowland – XV Years - 1 Woche (26. Juli – 1. August) - Bravo Hits – Bravo Hits 106 - 7 Wochen (2. August – 19. September, insgesamt 8 Wochen) - KuschelRock – KuschelRock 33 - 1 Woche (20. September – 26. September) - Bravo Hits – Bravo Hits 106 - 1 Woche (27. September – 3. Oktober, insgesamt 8 Wochen) - Bravo Hits – Bravo Hits 107 - 6 Wochen (4. Oktober – 14. November) - Bravo – The Hits – Bravo – The Hits 2019 - 9 Wochen (15. November 2019 – 16. Januar 2020) |

| 2020 | 2021 |
| --- | --- |
| - Bravo – The Hits – Bravo – The Hits 2019 - 9 Wochen (15. November 2019 – 16. Januar 2020) - Feste der Volksmusik – Schlager Champions – Schlager Champions – Das große Fest der Besten – 2020 - 5 Wochen (17. Januar – 20. Februar, insgesamt 6 Wochen) - Bravo Hits – Bravo Hits 108 - 5 Wochen (21. Februar – 26. März) - Schlager für alle – Schlager für alle – Frühjahr Sommer 2020 - 1 Woche (27. März – 2. April) - Bravo Hits – Bravo Hits 108 - 3 Wochen (3. April – 23. April, insgesamt 8 Wochen) - Blank & Jones – Milchbar – Milchbar // Seaside Season 12 - 1 Woche (24. April – 30. April) - Feste der Volksmusik – Schlager Champions – Schlager Champions – Das große Fest der Besten – 2020 - 1 Woche (1. Mai – 7. Mai, insgesamt 6 Wochen) - Schlager aktuell – Schlager aktuell 16 - 1 Woche (8. Mai – 14. Mai) - Bravo Hits – Bravo Hits 109 - 4 Wochen (15. Mai – 11. Juni, insgesamt 7 Wochen) - Die ultimative Chartshow – Die ultimative Chartshow – Die erfolgreichsten Tanzklassiker - 1 Woche (12. Juni – 18. Juni) - Bravo Hits – Bravo Hits 109 - 3 Wochen (19. Juni – 9. Juli, insgesamt 7 Wochen) - Ballermann Hits – Ballermann Hits 2020 - 1 Woche (10. Juli – 16. Juli) - The Dome – Summer – The Dome – Summer 2020 - 3 Wochen (17. Juli – 6. August) - Bravo Hits – Bravo Hits 110 - 6 Wochen (7. August – 17. September, insgesamt 7 Wochen) - Schlager Hits – Schlager Hits 2020 - 1 Woche (18. September – 24. September) - Bravo Hits – Bravo Hits 110 - 1 Woche (25. September – 1. Oktober, insgesamt 7 Wochen) - KuschelRock – KuschelRock 34 - 1 Woche (2. Oktober – 8. Oktober) - Bravo Hits – Bravo Hits 111 - 4 Wochen (9. Oktober – 5. November, insgesamt 5 Wochen) - Schlager für alle – Schlager für alle – Weihnachten - 1 Woche (6. November – 12. November) - Bravo Hits – Bravo Hits 111 - 1 Woche (13. November – 19. November, insgesamt 5 Wochen) - Bravo – The Hits – Bravo – The Hits 2020 - 5 Wochen (20. November – 24. Dezember, insgesamt 9 Wochen) - Die ultimative Chartshow – Die ultimative Chartshow – Die erfolgreichsten Hits 2020 - 1 Woche (25. Dezember – 31. Dezember) | - Bravo – The Hits – Bravo – The Hits 2020 - 4 Wochen (1. Januar – 28. Januar, insgesamt 9 Wochen) - Feste der Volksmusik – Schlager Champions – Schlager Champions – Das große Fest der Besten – 2021 - 5 Wochen (29. Januar – 4. März) - Bravo Hits – Bravo Hits 112 - 3 Wochen (5. März – 25. März, insgesamt 5 Wochen) - Schlager für alle – Schlager für alle – Die Neue – Frühjahr Sommer 2021 - 1 Woche (26. März – 1. April) - Bravo Hits – Bravo Hits 112 - 2 Wochen (2. April – 15. April, insgesamt 5 Wochen) - Kontor – Top of the Clubs – Kontor – Top of the Clubs Vol. 89 - 1 Woche (16. April – 22. April) - Dream Dance – Best Of – Dream Dance – Best of 25 Years - 3 Wochen (23. April – 13. Mai) - Bravo Hits – Bravo Hits 113 - 7 Wochen (14. Mai – 1. Juli, insgesamt 10 Wochen) - Die ultimative Chartshow – Die ultimative Chartshow – Die erfolgreichsten Party Schlager - 1 Woche (2. Juli – 8. Juli) - Bravo Hits – Bravo Hits 113 - 1 Woche (9. Juli – 15. Juli, insgesamt 10 Wochen) - Die ultimative Chartshow – Die ultimative Chartshow – Die erfolgreichsten Sommer Party-Hits - 1 Woche (16. Juli – 22. Juli) - Bravo Hits – Bravo Hits 113 - 2 Wochen (23. Juli – 5. August, insgesamt 10 Wochen) - Bravo Hits – Bravo Hits 114 - 2 Wochen (6. August – 19. August, insgesamt 6 Wochen) - Schlager für alle – Schlager für alle – Die Neue – Herbst Winter 2021/2022 - 1 Woche (20. August – 26. August) - Bravo Hits – Bravo Hits 114 - 4 Wochen (27. August – 23. September, insgesamt 6 Wochen) - Schlager Hits – Schlager Hits 2021 – Unsere Besten Lieder des Jahres - 1 Woche (24. September – 30. September) - KuschelRock – KuschelRock 35 - 1 Woche (1. Oktober – 7. Oktober) - Bravo Hits – Bravo Hits 115 - 4 Wochen (8. Oktober – 4. November) - Karneval der Stars – Karneval der Stars 51 - 1 Woche (dem 5. November – 11. November) - Schlager für alle – Schlager für alle – Die Neue – Weihnachten - 1 Woche (12. November – 18. November) - Bravo – The Hits – Bravo – The Hits 2021 - 8 Wochen (19. November 2021 – 13. Januar 2022) |
| 2022 | 2023 |
| - Bravo – The Hits – Bravo – The Hits 2021 - 8 Wochen (19. November 2021 – 13. Januar 2022) - Future Trance – Best Of – Future Trance – Best of 25 Years - 1 Woche (14. Januar – 20. Januar) - Die ultimative Chartshow – Die ultimative Chartshow – Die emotionalsten Hits aller Zeiten - 1 Woche (21. Januar – 27. Januar) - Mayday – 30 Years - 1 Woche (28. Januar – 3. Februar) - Club Sounds – Best Of – Club Sounds – Best of 25 Years - 2 Wochen (4. Februar – 17. Februar) - Bravo Hits – Bravo Hits 116 - 4 Wochen (18. Februar – 17. März, insgesamt 7 Wochen) - Dein Song – Dein Song 2022 - 1 Woche (18. März – 24. März) - Schlager für alle – Schlager für alle – Frühjahr Sommer 2022 - 1 Woche (25. März – 31. März) - Bravo Hits – Bravo Hits 116 - 2 Wochen (1. April – 14. April, insgesamt 7 Wochen) - Die Giovanni Zarrella Show – Die Giovanni Zarrella Show – Die besten Titel 2021/2022 - 1 Woche (15. April – 21. April) - Bravo Hits – Bravo Hits 116 - 1 Woche (22. April – 28. April, insgesamt 7 Wochen) - Eurovision Song Contest – Eurovision Song Contest – Turin 2022 - 1 Woche (29. April – 5. Mai, insgesamt 2 Wochen) - Bravo Hits – Bravo Hits 117 - 2 Wochen (6. Mai – 19. Mai, insgesamt 5 Wochen) - Eurovision Song Contest – Eurovision Song Contest – Turin 2022 - 1 Woche (20. Mai – 26. Mai, insgesamt 2 Wochen) - Bravo Hits – Bravo Hits 117 - 3 Wochen (27. Mai – 16. Juni, insgesamt 5 Wochen) - Die ultimative Chartshow – Die ultimative Chartshow – Die erfolgreichsten Ballermann Hits - 1 Woche (17. Juni – 23. Juni) - Ballermann Hits – Ballermann Hits 2022 - 2 Wochen (24. Juni – 7. Juli, insgesamt 4 Wochen) - Unsere Schlager Hits XXL – Unsere Schlager Hits XXL - 1 Woche (8. Juli – 14. Juli) - Ballermann Hits – Ballermann Hits 2022 - 2 Wochen (15. Juli – 28. Juli, insgesamt 4 Wochen) - Schlager Hits – Schlager Hits 2022 - 1 Woche (29. Juli – 4. August) - Bravo Hits – Bravo Hits 118 - 5 Wochen (5. August – 8. September) - The Dome – The Dome Vol. 102 - 1 Woche (9. September – 15. September) - KuschelRock – KuschelRock 36 - 1 Woche (16. September – 22. September) - Ich find Schlager toll – Ich find Schlager toll – Herbst Winter 2022/23 - 1 Woche (23. September – 29. September) - Sea Punks – Seenotrettung ist kein Verbrechen - 1 Woche (30. September – 6. Oktober) - Bravo Hits – Bravo Hits 119 - 4 Wochen (7. Oktober – 3. November, insgesamt 5 Wochen) - Karneval der Stars – Karneval der Stars 52 - 1 Woche (4. November – 10. November, insgesamt 2 Wochen) - Bravo Hits – Bravo Hits 119 - 1 Woche (11. November – 17. November, insgesamt 5 Wochen) - Bravo – The Hits – Bravo – The Hits 2022 - 11 Wochen (18. November 2022 – 2. Februar 2023)                                                                         | - Bravo – The Hits – Bravo – The Hits 2022 - 11 Wochen (18. November 2022 – 2. Februar 2023) - Dream Dance – Dream Dance Vol. 94 - 1 Woche (3. Februar – 9. Februar) - Karneval der Stars – Karneval der Stars 52 - 1 Woche (10. Februar – 16. Februar, insgesamt 2 Wochen) - Bravo Hits – Bravo Hits 120 - 3 Wochen (17. Februar – 9. März, insgesamt 7 Wochen) - Rhythm Is a Dancer – Rhythm Is a Dancer – 30 Jahre Eurodance - 1 Woche (10. März – 16. März) - Bravo Hits – Bravo Hits 120 - 1 Woche (17. März – 23. März, insgesamt 7 Wochen) - Schlager für alle – Schlager für alle – Frühjahr Sommer 2023 - 1 Woche (24. März – 30. März) - Bravo Hits – Bravo Hits 120 - 3 Wochen (31. März – 20. April, insgesamt 7 Wochen) - Kontor – Top of the Clubs – Kontor – Top of the Clubs Vol. 96 - 1 Woche (21. April – 27. April) - Die Giovanni Zarrella Show – Die Giovanni Zarrella Show – Die besten Titel 2022/2023 - 1 Woche (28. April – 4. Mai) - Bravo Hits – Bravo Hits 121 - 4 Wochen (5. Mai – 1. Juni, insgesamt 10 Wochen) - Ballermann Hits – Ballermann Hits 2023 - 1 Woche (2. Juni – 8. Juni) - Bravo Hits – Bravo Hits 121 - 3 Wochen (9. Juni – 29. Juni, insgesamt 10 Wochen) - Schlager für alle – Schlager für alle – Gold Edition - 1 Woche (30. Juni – 6. Juli) - Bravo Hits – Bravo Hits 121 - 3 Wochen (7. Juli – 27. Juli, insgesamt 10 Wochen) - Die goldene Starparade – Die goldene Starparade - 1 Woche (28. Juli – 3. August) - Bravo Hits – Bravo Hits 122 - 5 Wochen (4. August – 7. September, insgesamt 6 Wochen) - The Dome – The Dome Vol. 105 - 1 Woche (8. September – 14. September) - KuschelRock – KuschelRock 37 - 1 Woche (15. September – 21. September) - Ich find Schlager toll – Ich find Schlager toll – Herbst Winter 2023/24 - 1 Woche (22. September – 28. September) - Bravo Hits – Bravo Hits 122 - 1 Woche (29. September – 5. Oktober, insgesamt 6 Wochen) - Bravo Hits – Bravo Hits 123 - 4 Wochen (6. Oktober – 2. November) - Karneval der Stars – Karneval der Stars 53 - 2 Wochen (3. November – 16. November, insgesamt 3 Wochen) - Bravo – The Hits – Bravo – The Hits 2023 - 6 Wochen (17. November – 28. Dezember, insgesamt 9 Wochen) - Christmas Hits – Christmas Hits 2018 - 1 Woche (29. Dezember 2023 – 4. Januar 2024) |
| 2024 | 2025 |
| - Christmas Hits – Christmas Hits 2018 - 1 Woche (29. Dezember 2023 – 4. Januar 2024) - Die ultimative Chartshow – Die ultimative Chartshow – Die erfolgreichsten Hits 2023 - 1 Woche (5. Januar – 11. Januar) - Bravo – The Hits – Bravo – The Hits 2023 - 3 Wochen (12. Januar – 1. Februar, insgesamt 9 Wochen) - Techno Club – Techno Club Vol. 71 - 1 Woche (2. Februar – 8. Februar) - Karneval der Stars – Karneval der Stars 53 - 1 Woche (9. Februar – 15. Februar, insgesamt 3 Wochen) - Bravo Hits – Bravo Hits 124 - 5 Wochen (16. Februar – 21. März, insgesamt 8 Wochen) - Schlager für alle – Schlager für alle – Frühjahr Sommer 2024 - 1 Woche (22. März – 28. März) - Dein Song – Dein Song 2024 - 1 Woche (29. März – 4. April) - Bravo Hits – Bravo Hits 124 - 3 Wochen (5. April – 25. April, insgesamt 8 Wochen) - Eurovision Song Contest – Eurovision Song Contest – Malmö 2024 - 1 Woche (26. April – 2. Mai, insgesamt 2 Wochen) - Bravo Hits – Bravo Hits 125 - 3 Wochen (3. Mai – 23. Mai, insgesamt 6 Wochen) - Ballermann Hits – Ballermann Hits 2024 - 1 Woche (24. Mai – 30. Mai) - Bravo Hits – Bravo Hits 125 - 2 Wochen (31. Mai – 13. Juni, insgesamt 6 Wochen) - The Dome – Summer – The Dome – Summer 2024 - 1 Woche (14. Juni – 20. Juni, insgesamt 2 Wochen) - Bravo Hits – Bravo Hits 125 - 1 Woche (21. Juni – 27. Juni, insgesamt 6 Wochen) - The Dome – Summer – The Dome – Summer 2024 - 1 Woche (28. Juni – 4. Juli, insgesamt 2 Wochen) - Eurovision Song Contest – Eurovision Song Contest – Malmö 2024 - 1 Woche (5. Juli – 11. Juli, insgesamt 2 Wochen) - MegaHits – MegaHits – 2024 – Die Zweite - 1 Woche (12. Juli – 18. Juli) - Back for Good – Back for Good – 40 Jahre Boy- & Girlgroups - 1 Woche (19. Juli – 25. Juli) - Club Sounds – Club Sounds Vol. 105 - 1 Woche (26. Juli – 1. August) - Bravo Hits – Bravo Hits 126 - 4 Wochen (2. August – 29. August) - Musikantenstadl – Musikantenstadl – Die große Goldstück-Sammlung der Musik - 1 Woche (30. August – 5. September) - The Dome – The Dome Vol. 108 - 1 Woche (6. September – 12. September) - KuschelRock – KuschelRock 38 - 1 Woche (13. September – 19. September, insgesamt 2 Wochen) - Kontor – Top of the Clubs – Kontor – Top of the Clubs Vol. 100 - 1 Woche (20. September – 26. September) - KuschelRock – KuschelRock 38 - 1 Woche (27. September – 3. Oktober, insgesamt 2 Wochen) - Bravo Hits – Bravo Hits 127 - 4 Wochen (4. Oktober – 31. Oktober) - Karneval der Stars – Karneval der Stars 54 - 1 Woche (1. November – 7. November, insgesamt 2 Wochen) - Schlager – Die Hits des Jahres – Schlager 2024 – Die Hits des Jahres - 1 Woche (8. November – 14. November) - Bravo – The Hits – Bravo – The Hits 2024 - 9 Wochen (15. November 2024 – 16. Januar 2025, insgesamt 10 Wochen) | - Bravo – The Hits – Bravo – The Hits 2024 - 9 Wochen (15. November 2024 – 16. Januar 2025, insgesamt 10 Wochen) - MegaHits – MegaHits – 2025 – Die Erste - 2 Wochen (17. Januar – 30. Januar) - Dream Dance – Dream Dance Vol. 96 - 1 Woche (31. Januar – 6. Februar) - Bravo – The Hits – Bravo – The Hits 2024 - 1 Woche (7. Februar – 13. Februar, insgesamt 10 Wochen) - Karneval der Stars – Karneval der Stars 54 - 1 Woche (14. Februar – 20. Februar, insgesamt 2 Wochen) - Bravo Hits – Bravo Hits 128 - 3 Wochen (21. Februar – 13. März, insgesamt 7 Wochen) - Die Super-Hitparade der Volksmusik – Die Super-Hitparade der Volksmusik (2025) - 1 Woche (14. März – 20. März, insgesamt 2 Wochen) - Schlager für alle – Schlager für alle – Frühjahr Sommer 2025 - 1 Woche (21. März – 27. März) - The Dome – The Dome Vol. 110 - 1 Woche (28. März – 3. April) - Bravo Hits – Bravo Hits 128 - 4 Wochen (4. April – 1. Mai, insgesamt 7 Wochen) - Bravo Hits – Bravo Hits 129 - 3 Wochen (2. Mai – 22. Mai, insgesamt 8 Wochen) - Eurovision Song Contest – Eurovision Song Contest – Basel 2025 - 1 Woche (23. Mai – 29. Mai, insgesamt 2 Wochen) - Ballermann Hits – Ballermann Hits 2025 - 1 Woche (30. Mai – 5. Juni) - Bravo Hits – Bravo Hits 129 - 1 Woche (6. Juni – 12. Juni, insgesamt 8 Wochen) - Die Super-Hitparade der Volksmusik – Die Super-Hitparade der Volksmusik (2025) - 1 Woche (13. Juni – 19. Juni, insgesamt 2 Wochen) - Bravo Hits – Bravo Hits 129 - 3 Wochen (20. Juni – 10. Juli, insgesamt 8 Wochen) - Eurovision Song Contest – Eurovision Song Contest – Basel 2025 - 1 Woche (11. Juli – 17. Juli, insgesamt 2 Wochen) - Bravo Hits – Bravo Hits 129 - 1 Woche (18. Juli – 24. Juli, insgesamt 8 Wochen) - Merchcowboy – Mixtape Vol. 3 - 1 Woche (25. Juli – 31. Juli) - Bravo Hits – Bravo Hits 130 - … Wochen (seit dem 1. August) |

## Samplerreihen mit den meisten Nummer-eins-Alben
Diese Liste beinhaltet alle Samplerreihen nach Anzahl ihrer Nummer-eins-Alben absteigend, welche sich mit mindestens fünf Alben an der Spitze der deutschen Compilationcharts platzieren konnten. Bei gleicher Albumanzahl sind die Samplerreihen alphabetisch aufgeführt.
- 128: Bravo Hits
- 056: The Dome
- 032: KuschelRock
- 028: Bravo – The Hits
- 023: Die ultimative Chartshow
- 022: Just the Best
- 018: The Dome – Summer
- 013: Après Ski-Hits und MegaHits
- 011: Ballermann Hits
- 010: Schlager für alle
- 009: Future Trance und Kontor – Top of the Clubs
- 008: Gute Zeiten, schlechte Zeiten
- 007: Dein Song und Dream Dance
- 006: Die Hit-Giganten
- 005: Feste der Volksmusik – Schlager Champions

## „Dauerbrenner“ nach Sampler
Diese Liste beinhaltet alle Sampler – in chronologischer Reihenfolge nach ihrer Verweildauer absteigend – die mindestens zehn Wochen an der Chartspitze der deutschen Compilationcharts standen:
| Jahr | Titel                   | Samplerreihe     | Wochen | Zeitraum                                                                                       |
| ---- | ----------------------- | ---------------- | ------ | ---------------------------------------------------------------------------------------------- |
| 1992 | KuschelRock 6           | KuschelRock      | 20     | 12. Oktober 1992 – 21. Februar 1993, 1. März – 7. März 1993                                    |
| 1994 | Bravo Hits 6            | Bravo Hits       | 11     | 21. März – 5. Juni                                                                             |
| 2013 | Bravo – The Hits 2013   | Bravo – The Hits | 11     | 29. November – 12. Dezember, 20. Dezember 2013 – 20. Februar 2014                              |
| 2014 | Bravo – The Hits 2014   | Bravo – The Hits | 11     | 28. November 2014 – 12. Februar 2015                                                           |
| 2022 | Bravo – The Hits 2022   | Bravo – The Hits | 11     | 18. November 2022 – 2. Februar 2023                                                            |
| 1994 | Bravo Hits 7            | Bravo Hits       | 10     | 20. Juni – 28. August                                                                          |
| 1994 | Bravo Hits – Best of 94 | Bravo – The Hits | 10     | 28. November 1994 – 5. Februar 1995                                                            |
| 1996 | Bravo Hits 15           | Bravo Hits       | 10     | 25. November 1996 – 2. Februar 1997                                                            |
| 2010 | Bravo – The Hits 2010   | Bravo – The Hits | 10     | 3. Dezember – 16. Dezember, 24. Dezember 2010 – 20. Januar 2011, 28. Januar – 24. Februar 2011 |
| 2015 | Bravo Hits 88           | Bravo Hits       | 10     | 27. Februar – 7. Mai                                                                           |
| 2015 | Bravo – The Hits 2015   | Bravo – The Hits | 10     | 20. November 2015 – 28. Januar 2016                                                            |
| 2016 | Bravo Hits 92           | Bravo Hits       | 10     | 19. Februar – 24. März, 1. April – 14. April, 22. April – 12. Mai                              |
| 2016 | Bravo Hits 94           | Bravo Hits       | 10     | 29. Juli – 29. September, 7. Oktober – 13. Oktober                                             |
| 2018 | Bravo Hits 101          | Bravo Hits       | 10     | 4. Mai – 12. Juli                                                                              |
| 2021 | Bravo Hits 113          | Bravo Hits       | 10     | 14. Mai – 1. Juli, 9. Juli – 15. Juli, 23. Juli – 5. August                                    |
| 2023 | Bravo Hits 121          | Bravo Hits       | 10     | 5. Mai – 1. Juni, 9. Juni – 29. Juni, 7. Juli – 27. Juli                                       |
| 2024 | Bravo – The Hits 2024   | Bravo – The Hits | 10     | 15. November 2024 – 16. Januar 2025, 7. Februar – 13. Februar 2025                             |

## „Dauerbrenner“ nach Samplerreihe
Diese Liste beinhaltet alle Samplerreihen – in chronologischer Reihenfolge nach Wochen absteigend – welche sich mindestens zehn Wochen an der Chartspitze der deutschen Compilationcharts halten konnten.
- 788: Bravo Hits
- 208: Bravo – The Hits
- 183: The Dome
- 104: KuschelRock
- 049: Just the Best
- 039: The Dome – Summer
- 038: Après Ski-Hits
- 029: MegaHits
- 027: Die ultimative Chartshow
- 025: Feste der Volksmusik – Schlager Champions
- 016: Future Trance
- 015: Ballermann Hits und Gute Zeiten, schlechte Zeiten
- 012: Die Hit-Giganten
- 011: Dream Dance
- 010: Schlager für alle

## Samplerreihen, die sich selbst auf Platz eins ablösten
| Datum      | Samplerreihe             | Sampler #1                                                                               | Sampler #2                                                                               |
| ---------- | ------------------------ | ---------------------------------------------------------------------------------------- | ---------------------------------------------------------------------------------------- |
| 05.02.2010 | Die ultimative Chartshow | Die ultimative Chartshow – Die erfolgreichsten Pop-Hymnen aller Zeiten (29. Januar 2010) | Die ultimative Chartshow – Die erfolgreichsten Piano-Hits aller Zeiten (5. Februar 2010) |
| 16.05.2014 | Bravo Hits               | Bravo Hits 84 (9. Mai 2014)                                                              | Bravo Hits 85 (15. Mai 2014)                                                             |
| 10.10.2014 | Bravo Hits               | Bravo Hits 86 (3. Oktober 2014)                                                          | Bravo Hits 87 (10. Oktober 2014)                                                         |
| 08.05.2015 | Bravo Hits               | Bravo Hits 88 (1. Mai 2015)                                                              | Bravo Hits 89 (8. Mai 2015)                                                              |
| 13.05.2016 | Bravo Hits               | Bravo Hits 92 (6. Mai 2016)                                                              | Bravo Hits 93 (13. Mai 2016)                                                             |
| 14.10.2016 | Bravo Hits               | Bravo Hits 94 (7. Oktober 2016)                                                          | Bravo Hits 95 (14. Oktober 2016)                                                         |
| 05.05.2017 | Bravo Hits               | Bravo Hits 96 (28. April 2017)                                                           | Bravo Hits 97 (5. Mai 2017)                                                              |
| 13.10.2017 | Bravo Hits               | Bravo Hits 98 (6. Oktober 2017)                                                          | Bravo Hits 99 (13. Oktober 2017)                                                         |
| 05.10.2018 | Bravo Hits               | Bravo Hits 102 (28. September 2018)                                                      | Bravo Hits 103 (5. Oktober 2018)                                                         |
| 03.05.2019 | Bravo Hits               | Bravo Hits 104 (26. April 2019)                                                          | Bravo Hits 105 (3. Mai 2019)                                                             |
| 04.10.2019 | Bravo Hits               | Bravo Hits 106 (27. September 2019)                                                      | Bravo Hits 107 (4. Oktober 2019)                                                         |
| 06.08.2021 | Bravo Hits               | Bravo Hits 113 (30. Juli 2021)                                                           | Bravo Hits 114 (6. August 2021)                                                          |
| 06.10.2023 | Bravo Hits               | Bravo Hits 122 (29. September 2023)                                                      | Bravo Hits 123 (6. Oktober 2023)                                                         |
| 02.05.2025 | Bravo Hits               | Bravo Hits 128 (25. April 2025)                                                          | Bravo Hits 129 (2. Mai 2025)                                                             |

## Samplerreihen mit den meisten Jahren zwischen der ersten und letzten Nummer-eins-Notierung
| Jahre | Samplerreihe     | Sampler #1                                  | Sampler #2                                    |
| ----- | ---------------- | ------------------------------------------- | --------------------------------------------- |
| 32,75 | KuschelRock      | KuschelRock 5 (13. Januar 1992)             | KuschelRock 38 (3. Oktober 2024)              |
| 32,38 | Bravo Hits       | Bravo Hits 3 (5. April 1993)                | Bravo Hits 130 (14. August 2025)              |
| 30,23 | Bravo – The Hits | Bravo Hits – Best of 94 (28. November 1994) | Bravo – The Hits 2024 (13. Februar 2025)      |
| 30,00 | MegaHits         | MegaHits – 95 – Die Erste (6. Februar 1995) | MegaHits – 2025 – Die Erste (30. Januar 2025) |
| 27,87 | The Dome         | The Dome Vol. 2 (26. Mai 1997)              | The Dome Vol. 110 (3. April 2025)             |
| 27,05 | Dream Dance      | Dream Dance Vol. 7 (26. Januar 1998)        | Dream Dance Vol. 96 (6. Februar 2025)         |
| 22,83 | Ballermann Hits  | Ballermann Hits 2002 (12. August 2002)      | Ballermann Hits 2025 (5. Juni 2025)           |

## Besonderheiten
Erster wiederkehrender Nummer-eins-Erfolg
- The Levi’s 501 Hits – The Levi’s 501 Hits (17. Februar 1992)

Meiste Rückkehrer an die Chartspitze
- Bravo Hits – Bravo Hits 105 (3. Mai 2019 – 19. Juli 2019; 3 Mal)

Längste ununterbrochene Verweildauer an der Chartspitze
- KuschelRock – KuschelRock 6 (12. Oktober 1992 – 21. Februar 1993; 19 Wochen)

Längste Zeitspanne zwischen erster und letzter Nummer-eins-Woche
- KuschelRock – KuschelRock 6 (12. Oktober 1992 – 7. März 1993; 21 Wochen)